# نوال الكويتية
نوال ظاهر حبيب الزيد (18 نوفمبر 1966 -)، مطربة قطرية الأم، ولدت وعاشت في الكويت وقد حصلت على جنسيتها عام 2002 حتى سُحبت منها عام 2024.

## مسيرتها الفنية
ولدت نوال في منطقة شرق في الكويت. بدأت دراستها في المعهد العالي للفنون الموسيقية بالكويت في السبعينات، حيث كانت شغوفة بالفن والموسيقى. كان حبها للموسيقى هو الدافع لدخولها المعهد، وقد تأثرت بأصوات كبار المطربين مثل أم كلثوم، عبد الحليم حافظ، وردة الجزائرية، وفيروز. صعدت نوال خشبة المسرح لأول مرة في سن السابعة عشرة، خلال فترة دراستها الثانوية، لكنها لم تكمل تعليمها الجامعي بسبب انشغالها بالفن. كما واجهت تحديات كبيرة، من بينها تأخر حصولها على الجنسية الكويتية، وهو ما كان يشكل عائقًا في بداية مسيرتها الفنية، كونها من فئة البدون.
درست نوال في المعهد مجالات عديدة مثل الصولفيج، المقامات الموسيقية، النوتات، الألحان، وأصوات الآلات الموسيقية، بالإضافة إلى دراسة الطبقة الصوتية والطبع والجهارة، والإملاء الموسيقي لتطوير حسها الموسيقي وزيادة مهاراتها في تحديد النغمات والتمييز بينها. ومع مرور الوقت، بدأت نوال في التعرف على الساحة الفنية بفضل دعم العديد من الفنانين الذين آمنوا بموهبتها، مثل طلال مداح وعبد الكريم عبد القادر. وفي عام 1983، كان للموسيقار راشد الخضر الفضل الكبير في إقناعها بالغناء، مما ساهم في انطلاقها الفعلي على الساحة الفنية.
أصدرت نوال أول ألبوماتها في عام 1984، ويُعرف عنها أنها لا تضع أسماء محددة على ألبوماتها، بل تكتفي بعبارة (نوال 96، نوال 98، نوال 2000، وهكذا). وعندما سُئلت عن السبب، أجابت: "لأن جميع أغاني ألبومي تعني لي الكثير، ولا أفضل واحدة على الأخرى. لذلك، أترك الألبوم بدون عنوان حتى لا أفرض على المستمع أغنية معينة، بل أترك له حرية الاختيار." حتى الآن، أصدرت نوال 16 ألبومًا، وصورت عدد من أغانيها على طريقة الفيديو كليب، حيث كانت من أوائل الفنانين الذين اعتمدوا هذا الأسلوب الجديد في الأغنية العربية. كما كانت من الرائدين في استخدام تقنية الصوت 8D (ثماني الأبعاد) في أغانيها.
في عام 1998، شاركت نوال في مهرجان الجنادرية كمغنية بصوتها فقط، بمناسبة مرور 66 عامًا على تأسيس المملكة العربية السعودية. وكانت هذه هي المرة الأولى التي تشارك فيها مطربة في هذا المهرجان. وقد حمل الأوبريت اسم "فارس التوحيد"، من ألحان الفنان محمد عبده الذي كان قد رشحها لتكون أول امرأة تغني في أوبريت وطني سعودي.
انقطعت عن العمل الفني لعدة سنوات لأسباب شخصية، قبل أن تعود مجددًا إلى الساحة الفنية. في عام 2005.
كانت لها بصمة في المشاركات الإنسانية الخاصة لفلسطين والوطن العربي أجمع من خلال أوبريت يا أمتي 2000 والحلم العربي في نسخته الجديدة 2008. الضمير العربي وكما شاركت مع العديد من الفنانين في أوبريت مصر قريبة 2015 وذلك بدعوة من وزير السياحة المصري ممثلة لدولة الكويت في إطار دعم السياحة المصرية. وأخيرًا شاركت في افتتاح المؤتمر الدولي للصحة النفسيّة للبالغين في دورته السادسة على التوالي وذلك بإلقاء كلمة الافتتاح لا تُعد هذه المشاركة الأولى من نوعها في مسيرة العطاء التي تقدمها الفنانة نوال حيث شاركت في الكثير من النشاطات الخيرية والإنسانية على مر السنين. كما شاركت في عام 2019 كرئيسة لجنة تحكيم مسرح كالد للمواهب الذي تنظمه المنظمة الإنسانية كالد.

## حياتها الأسرية
عقدت نوال قرانها على الملحن الكويتي مشعل العروج في 4 مارس 2009، حيث أثار خبر زفافهما ضجة إعلامية كبيرة في الشارع الكويتي، إذ كانت هذه هي المرة الأولى التي يرتبط فيها شخصان من الوسط الإعلامي والفني. يُذكر أن الفنان مشعل العروج كان قد تزوج مرتين قبل ذلك وانفصل في كلتا الحالتين. في 17 سبتمبر 2010، رزقت نوال بابنتها الأولى التي أسمتها "حنين".

## الجوائز
حصلت نوال على العديد من الجوائز من خلال مشوارها الفني الذي تجاوز الـ 35 عاما سواء كانت في الكويت أو من خارجها:
- 1995: فاز دويتو "كان ودي نلتقي" الذي شاركت فيه مع الفنان عبد الله رشاد بجائزة الأوسكار المصرية.[12]
- 1998: كُرمت ضمن حفل أحيته في مهرجان القاهرة الدولي.[12]
- 2000: كُرمت من قبل مهرجان هلا فبراير في الكويت.[12]
- 2002: كُرمت من الأمير الوليد بن طلال في حفل قمة النجوم بشرم الشيخ، مصر.[12]
- 2015: كُرمت من جمهورها في مهرجان ليالي فبراير بالكويت، حيث وقف لها الجمهور احتراماً لمسيرتها الفنية.[12]
- 2015: فازت بلقب صاحبة أفضل مقدمة غنائية درامية عن شارة مسلسل "أمنا رويحة الجنة" في استفتاء أجرته مجلة سيدتي.[12]
- 2015: كُرمت من مهرجان بياف في لبنان عن مسيرتها الفنية الممتدة لأكثر من 28 عاماً.[12]
- 2018: فازت كأفضل مطربة خليجية لعام 2018 في استفتاء لمجلة سيدتي.[13]
- 2017: تكريم في لندن بمهرجان المرأة العربية في مجال الموسيقى في المملكة المتحدة.[14]
- 2024: حصلت على جائزة صناع الترفيه الفخرية ضمن حفل Joy Awards في موسم الرياض بالسعودية، تقديراً لمسيرتها الفنية الطويلة.[15]

## أعمالها الفنية

### الحفلات
أحيت نوال أول حفل لها في مملكة البحرين على خشبة المسرح عندما كانت في السابعة عشر من عمرها، وذلك في عام 1984م. شعرت في البداية بالقلق كونها التجربة الأولى لها في مواجهة الجمهور، لكنها صعدت إلى المسرح وبدأت في أداء مجموعة من الأغاني بثقة وطبيعية، مما نال إعجاب الحضور. شاركت نوال في العديد من المهرجانات الفنية وأصبحت من الأسماء الموثوقة التي يعتمد عليها جميع المتعهدين، وذلك بفضل شعبيتها الكبيرة. من بين المهرجانات التي شاركت فيها:
- البحرين 1984
- المملكة المتحدة 1985، 2003، 2013
- قطر 1985، 1986
- الإمارات العربية المتحدة 1985، 1986، 1995، 1996، 1997، 1998، 1999، 2005
- الكويت حفلات سينما الأندلس 1986 1988 1989
- الكويت حفلات العيد 1988 1990
- عُمان 1989 2009
- مصر مهرجان القاهرة الدولي للأغنية 1998
- الكويت، هلا فبراير 1999، 2000، 2001، 2002، 2003، 2004، 2005، 2007، 2008، 2014
- الكويت.ليالي فبراير الكويت 2009 2011، 2015، 2016، 2017، 2018، 2019
- عُمان مهرجان صلالة 2002
- مصر حفل قمة النجوم 2002
- الإمارات العربية المتحدة مهرجانات صيف دبي وغني يا دبي 2003، 2015
- الكويت حفل بعد التحرير 1991
- حفلات شبكة راديو وتلفزيون العرب 1994-2003
- لبنان مهرجان بيروت الدولي، 1999
- الكويت حفل عودة الشيخ جابر 2001
- قطر مهرجان الدوحة للأغنية. 2001، 2002، 2003، 2004، 2005، 2007، 2008.
- الكويت حفل افتتاح قاعة الزمردة 2000
- فرنسا حفلات باريس 2000، 2007
- الكويت مهرجان القرين 2001
- الإمارات العربية المتحدة ليالي دبي.2000، 2008، 2016
- لبنان 2000، 2001، 2003، 2004
- البحرين حفل العيد الوطني في المسرح الدولي 2001
- الكويت حفل افتتاح فيلا مودا 2001
- مصر مهرجان أوربت 2000
- الكويت حفل تأبين راشد الخضر على مسرح المعهد الموسيقي 2002
- الأردن مهرجان أوربت 1998
- الكويت حفل افتتاح المسرح الروماني 1998
- السعودية مهرجان الجنادرية 1998.
- مصر مهرجان القاهرة الموسيقي 2002
- الكويت حفل اليونيسف 2003
- مصر مهرجان القاهرة للأغنية العربية 2004
- الكويت حفل بطولة الشيخة سلوى للمبارزة 2005
- المغرب مهرجان موازين العالمي 2014.
- الكويت قيثارة 1 2013
- قطر مهرجان ربيع سوق واقف.2014
- قطر الموعد الثاني.2011
- الكويت حفل عيد الأضحى 2011
- الولايات المتحدة حفلة اتحاد الطلبة 2007، 2009
- الكويت حفل مؤتمر القمة الإفريقية 2014
- الإمارات العربية المتحدة حفل وناسه 2007
- البحرين حفل رأس السنة 2007
- لبنان مهرجان أعياد بيروت. 2008
- قطر حفلات اليوم الوطني. 2015
- الكويت حفلات محافظة الأحمدي 1991 2016، 2017، 2018
- الكويت الملتقى العربي للإعلام (الحفل الختامي) 2016[16]
- الإمارات العربية المتحدة حفل إطلاق ألبوم نوال مركز دبي التجاري العالمي 2016 [17]
- المملكة المتحدة حفل صيف لندن 2016 [18]
- الكويت حفل افتتاح دار الأوبرا الكويتية[19] 2016
- الكويت حفل مركز جابر الأحمد الصباح[20] 2016
- الإمارات العربية المتحدة حفل ختام بطولة فزاع لليولة 2107، 2018
- الإمارات العربية المتحدة حفل مسرح المجاز في الشارقة 2018
- السعودية حفل عيد الفطر في مدينة جدة 2018[21]
- السعودية حفل عيد الفطر في العاصمة الرياض 2018
- السعودية حفل اليوم الوطني السعودي 88 في مدينة جدة 2018
- مصر مهرجان الموسيقى العربية في دار الأوبرا المصرية 2018
- عُمان حفل دار الأوبرا السلطانية 2019 (حفل أوّل في 25 يناير)
- عُمان حفل دار الأوبرا السلطانية 2019 (حفل ثان في 27 يناير، نظرًا لطلبات متزايدة من الجمهور بتنظيم حفلين)
- السعودية حفل موسم جدة 2019
- المملكة المتحدة حفل صيف لندن 2019[22]
- السعودية حفل موسم السودة 2019
- السعودية حفل اليوم الوطني السعودي 89 في مدينة الدمام 2019
- السعودية حفل في موسم الرياض 2019
- السعودية ليلة سهم في جدة 2019
- السعودية ليلة البدر 2019
- الكويت أمسية الحنين 2019
- الإمارات العربية المتحدة حفل صناع الأمل 2020
- الكويت ليالي فبراير 2020، 2022، 2023، 2024

### الألبومات

(غلاف ألبوم نوال 84)

(غلاف ألبوم نوال 85)

(غلاف ألبوم نوال 86)

(غلاف ألبوم نوال 88)

(غلاف ألبوم نوال 89)

(غلاف ألبوم نوال 94)

(غلاف ألبوم نوال 95)

(غلاف ألبوم نوال 96)

(غلاف ألبوم نوال 98)

(غلاف ألبوم نوال 2000)

(غلاف ألبوم نوال 2002)

(غلاف ألبوم نوال 2004)

(غلاف ألبوم نوال 2006)

(غلاف ألبوم نوال 2009)

(غلاف ألبوم نوال 2016)

(غلاف ألبوم نوال 2020)

- نوال 84
- نوال 85
- نوال 86
- نوال 88
- نوال 89
- نوال 94
- نوال 95
- نوال 96
- نوال 98
- نوال 2000
- نوال 2002
- نوال 2004
- نوال 2006
- نوال 2009
- نوال 2013
- نوال 2016
- ألبوم الحنين 2019
- ألبوم الأرض 2023
- أنا وعزوف 2024

### أشهر الأغاني
- تبرى 1985
- أربع سنين 1984
- يوه يا يوه 1984
- عشرة عمر 1985
- عنينا 1985
- فارس أحلامي 1986
- تدري ولا ما تدري 1996
- أنا المسؤول 1998
- نساني 1998
- يا مصبر الموعود 1998
- تكفون خلوه 1998
- شمس وقمر 2000
- القلوب الساهية 2000
- تهددني 2000
- لقيت روحي 2000
- انتهى الأمر 2000
- مو نادمه 2000
- قول أحبك 2002
- الشوق جابك 2002
- يا انتظاري 2002
- خمس جروح 2002
- أحاول (ديو مع فضل شاكر)
- اعذريني (ديو مع عبد الله الرويشد)
- إلا بزعل 2003
- تبغى الصدق 2004
- بيحسدوني عليه 2004
- نور الدنيا 2004
- أنت طيب 2006
- أيام حبك 2006
- في جفاف العمر 2006
- ليه ساكت 2009
- من علمك 2009
- ضاقت عليك 2009
- وين انتهي 2009
- يا حبيبي 2010
- يا فاهمني 2013
- ذبحني الشوق 2013
- أبيك بجنبي الليلة 2013
- يا شوق 2013
- يحرم علي أنساك 2013
- في غيابك 2013
- طيب 2015
- ما أبي منك كثير 2016
- أنا زعلت 2016
- أكو مثلك 2016
- مثل النسيم 2016
- قضى عمري 2018
- الراية البيضاء 2020
- ما تسوى غلا 2020
- مكانك مبين 2020

### أغاني مصورة
صورت الكثير من الأغاني على طريقة الفيديو كليب، التي أنتجتها وعرضتها قناة art الموسيقى التابعة لشبكة شبكة راديو وتلفزيون العرب بالتعاون مع شركة روتانا للصوتيات ومنها:
| الأغنية                                        | المخرج                     | المنتج                         |
| ---------------------------------------------- | -------------------------- | ------------------------------ |
| بس خلاص                                        | _                          | بوزيد فون                      |
| تبرا حبيبي                                     | _                          | بوزيد فون                      |
| مجرد شك                                        |                            | بوزيد فون                      |
| أنا غشيمة كنت                                  | _                          | بوزيد فون                      |
| عمري رحل                                       | _                          | بوزيد فون                      |
| سولفنا                                         | _                          | بوزيد فون                      |
| عنينا                                          | _                          | بوزيد فون                      |
| يوه يوه                                        | _                          | بوزيد فون                      |
| ما وراك إلا التعب                              | _                          | بوزيد فون                      |
| من علمك                                        | _                          | بوزيد فون                      |
| فز قلبي                                        | _                          | بوزيد فون                      |
| سنين وأيام                                     | _                          | بوزيد فون                      |
| أربعة سنين                                     | _                          | بوزيد فون                      |
| يوه يا يوه                                     | _                          | بوزيد فون                      |
| نور عيني                                       | _                          | بوزيد فون                      |
| أنا من شوفتك                                   | مدحت الشحات                | شركة النظائر                   |
| يا ويل قلبي                                    | سناء قملاس                 | شركة النظائر                   |
| من ناظري                                       | علي الريس ،محمد الشطي      | مؤسسة الإنتاج البرامجي المشترك |
| كان ودي نلتقي ديو مع الفنان عبد الله رشاد      | أحمد الدوغجي               | art الموسيقى                   |
| عرفت قدري                                      | _                          | art الموسيقى                   |
| مرة أطيعك                                      | محمد سعود المطيري          | art الموسيقى                   |
| كل صورة                                        | _                          | art الموسيقى                   |
| لولا المحبة                                    | عادل الخضر                 | art الموسيقى                   |
| لو رحت عنى                                     | نواف سالم الشمري           | art الموسيقى                   |
| تدري ولا ما تدري                               | أحمد الدوغجي               | روتانا                         |
| أنا المسؤول                                    | محمد شعبان أبو السعد       | art الموسيقى                   |
| خلاص روح عني وابتعد                            | _                          | art الموسيقى                   |
| دروبي                                          | إبراهيم الكاظمي ونزار خاجة | art الموسيقى                   |
| أعاني                                          | محمد شعبان أبو السعد       | art الموسيقى                   |
| يا مصبّر الموعود                                | أحمد الدوغجي               | روتانا                         |
| أنا ولا أنت                                    | نواف سالم الشمري           | art الموسيقى                   |
| أوبريت تبسمي يا كويت                           | نواف سالم الشمري           | تلفزيون الكويت                 |
| تعب قلبي                                       | أحمد الدوغجي               | روتانا                         |
| ديرة هلي                                       | عامر الخفش                 | تلفزيون البحرين                |
| الفهد                                          | مشعل القلاف                | روتانا                         |
| أحاول ديو مع فضل شاكر                          | أحمد الدوغجي               | art الموسيقى                   |
| روح (الله حسيبك)                               | ميرنا خياط                 | art الموسيقى                   |
| أوبريت يا أمتي                                 | محمد العجمي                | art الموسيقى                   |
| الشوق جابك                                     | ميرنا خياط                 | روتانا                         |
| تفاصيل                                         | ميرنا خياط                 | روتانا                         |
| إعذريني ديو مع الفنان عبد الله الرويشد         | وليد ناصيف                 | روتانا                         |
| بيحسدوني عليه                                  | سعيد الماروق               | روتانا                         |
| معقولة تنساني                                  | ميرنا خياط                 | روتانا                         |
| أنت طيب                                        | سعيد الماروق               | روتانا                         |
| أوبريت الضمير العربي                           | أحمد العريان               | أحمد العريان                   |
| ليه ساكت                                       | طارق العريان               | روتانا                         |
| طمن قلبك                                       | ميرنا خياط                 | روتانا                         |
| ضاقت عليك                                      | جامايكا                    | روتانا                         |
| ليش                                            | صوفي بطرس                  | روتانا                         |
| يا فاهمني                                      | ميرنا خياط                 | روتانا                         |
| أبيك                                           | ميرنا خياط                 | روتانا                         |
| أوبريت مصر قريبة                               | تامر المهدي                | أروما                          |
| مثل النسيم                                     | إنجي جمال                  | روتانا                         |
| دع الأيام ديو مع عبد الله الرويشد ومشعل العروج | أحمد الخلف                 | كنغ 7 برودكشن                  |
| قضى عمري                                       | أحمد الخلف                 | إنتاج خاص                      |
| نسايم الشوق                                    | أحمد الخلف                 | إنتاج خاص                      |
| الراية البيضا                                  | أحمد الخلف                 | ون برودكشن                     |
| على الأقل                                      | أحمد الخلف                 | ون برودكشن                     |
| مكانك مبين                                     | أحمد الخلف                 | ون برودكشن                     |
| وش يسعدك                                       | نادر موصلي                 | إنتاج خاص                      |
| زينة أيامي                                     | تيري فيرجين                | روتانا                         |

### أغاني مسرحيات ومسلسلات
غنت نوال الكويتية الكثير من شارات المسرحيات والمسلسلات الخليجية منها:
- دفاشة، 1983
- رحلة العجائب، 1990
- أبطال السلاحف، 1991
- إلى الشباب مع التحية، 1989
- زهور وجدران، 1997
- خطوات على الجليد، 2000
- هالقدر حمل النفوس، 2001
- دمعة عمر، 2003
- قطعة 13 2003
- الدريشة، 2005
- الرحى، 2006
- نور عيني، 2009
- زينة الحياة، 2011
- لن أطلب الطلاق، 2013
- يا من كنت حبيبي، 2014
- رفيجي، 2014
- أمنا رويحة الجنة، 2015
- جود، 2016
- صيد العقارب 2024
- الشرار 2024

### الأغاني المنفردة
- (يا زين) 1985
- (تحبينه) 1987
- (غايب عني) 1988
- (جت بالخطأ) 1989
- (وين مواعيدك) 1989
- (اعتيازي) 1989
- (مرة أطيعك) 1990
- (انتظاري لوصولك) 1990
- (سنين وأيام) 1993
- (دروبي) 1994
- (يا ليت عيني) 1994
- (أنت والا الموت) 1997
- (شلي جنيته) 1998
- (يصد من الخجل) 2000
- (شخص ثاني) 2000
- (من عيوني) 2002
- (واعدتني بالفرح) 2002
- (إلا بزعل) 2003
- (لجل عينك) 2003
- (هذا حبيبي) 2005
- (تحديد المصير) 2006
- (قلوب الناس) 2007
- (إيه أحبك) 2007
- (شمس الغرام) 2007
- (لو قابلتك) 2008
- (يا حبيبي) 2010
- (لا تكلمني) 2014
- (الدموع) 2015
- (بكسر الدنيا) 2015
- (طيب) 2015
- (منت داري) 2017
- (عام سعيد) 2017
- (قضى عمري) 2018
- (دام) 2019
- (ممنون) 2019
- (قسّم وسمعني) 2019
- (كان ياما كان) 2020
- (فيني كثير) 2021
- (وش يسعدك) 2022
- (مواري العتب) 2024
- (العالم انت) 2024

### الثنائيات الغنائية
كان لنوال دور كبير في إعادة إحياء فكرة الدويتوهات في الساحة الفنية العربية، حيث قدمت مجموعة رائعة من الأغاني التي أثرت بشكل كبير في الأغنية الخليجية والعربية. كان أول دويتو لها مع عبد الله رشاد في أغنية "كان ودي نلتقي"، تلاه دويتو آخر مع الفنان فضل شاكر في أغنية "أحاول"، والتي حققت انتشارًا واسعًا في الوطن العربي بسبب تميزها. كما قدمت أجمل الدويتوهات الخليجية مع سفير الأغنية الخليجية عبد الله الرويشد في أغنية "إعذريني"، وكان هذا التعاون قد سبقته أغنية خاصة بعنوان "حبيبة قلبي" التي حققت نجاحًا هائلًا رغم أنها كانت أغنية خاصة. وأخيرًا، قدمت دويتو غنائي مع الفنان رابح صقر في أغنية "كل ما في الأمر"، ثم عادت للتعاون مجددًا مع عبد الله الرويشد في أغنية "وينك أنت".

### المسرحيات الغنائية
- أوبريت ميلاد أمة 1984
- أوبريت أنا الخليجي 1984
- أوبريت كلنا الكويت 1986
- أوبريت عسى الله يعينه 1988
- أوبريت قدساوي 1989
- أوبريت حبج يا كويت 1989
- أوبريت من الألف للياء 1989
- أوبريت هذه الأرض 1991
- أوبريت فارس التوحيد 1998
- أوبريت تبسمي يا كويت 1999
- أوبريت يا أمتي 2000
- أوبريت قطر المجد 2002
- أوبريت المنتخب 2006
- أوبريت الله يعز الكويت 2007
- أوبريت غرس زايد 2007
- أوبريت الضمير العربي 2008
- أوبريت نبض الكويت 2009
- أوبريت أخت رجال قطر 2010
- أوبريت من عمر 2012
- أوبريت مصر قريبة 2015
- أوبريت كل الأيادي 2015
- أوبريت شركة زين 2015
- أوبريت استاد جابر 2015
- أوبريت البدر 2015
- أوبريت هذي الكويت 2016
- أوبريت نحب الخير 2016
- أوبريت الإنجاز الكبير 2017
- أوبريت صناع الأمل 2020
- أوبريت بنت الخليج
- أوبريت خاص بمدرسة الرجاء للمعاقين
- أوبريت الجابرية
- أوبريت الدفاع المدني

### الأغاني الوطنية والخاصة
- صباح الخير يا كويت مع محمد المسباح 1986
- مساء الخير يا كويت مع محمد المسباح 1986
- سرى بدمي وبدني 1987
- اختطاف الطائرة الجابرية 1988
- إحنا البنات مع هدى حسين 1989
- حيوا المنتخب مع مشعل الخالدي للمنتخب السعودي 1989
- يا وطني مع عبد الله الرويشد 1989
- سر يا حمد 1990
- كل سنة تحلا 1990
- العيد عيدج يا كويت 1990
- البوم وطني بالاشتراك مع الفنان محمد البلوشي يضم أغنيات: رجع لنا الأسرى، نوارة العالم، غيابك طال، ويببي. 1991
- الأرض إحنا الأرض 1999
- بتفاخر بداري 2000
- تاج الروس 2001
- يا عيون الشعب 2003
- فريق الغوص 2003
- يا سلام 2005
- مو وطن 2005
- ليت الملاعب لنادي الشباب السعودي 2006
- درب الفهد 2006
- عاش الأمير مع عبد الله الرويشد 2006
- أشرقي مع راشد الماجد 2006
- ديرة هلي 2006
- كويت الكويت مع مشعل العروج 2009
- بلاد النور 2010
- إحساسي انا 2011
- ما أنسى غلاكم 2011
- دويتو زانت الدنيا مع ماجد المهندس 2012
- قطر فخرنا مع هند البحرينية 2013
- عندي أم 2013
- إنتي غير 2014
- قطر بنت الأصيل 2015
- يا وطن 2015
- يا ليل زف التهاني 2015
- سلام الكويت 2015
- تريو هي الكويت مع عبد الله الرويشد ومطرف المطرف 2016
- أميرنا الغالي 2016
- ابعتذر 2016
- الدم يحن يا كويت مع راشد الماجد فبراير 2017
- هند الطيب 2017
- انشودة دع الأيام مع عبد الله الرويشد ومشعل العروج 2017
- يا غلاي 2018
- أنا حالف 2018
- يا هند 2018
- أنا أنتِ 2018
- (سعودي) 2018
- (نسايم الشوق) 2018
- يدوم عزك 2019
- حبيب الدار 2019

### الإعلانات
شاركت بإعلان لصالح شركة زين للاتصالات وذلك في شهر رمضان لعام 2015، وذلك مع مجموعة من المطربين من الوطن العربي.

## شركات الإنتاج التي تعاملت معها
- بوزيد فون  1984 - 1989
- النظائر 1994 - 1995
- روتانا  1996 - 2016
- One Production[23] 2019 - حتى الآن

## وصلات خارجية
- نوال الكويتية على موقع IMDb (الإنجليزية)
- نوال الكويتية على موقع قاعدة بيانات الأفلام العربية
- نوال الكويتية على موقع ميوزك برينز (الإنجليزية)
- نوال الكويتية على موقع ديسكوغز (الإنجليزية)